# Chippewas of Georgina Island First Nation Indian Reserve 33A
Chippewas ofGeorgina Island First Nation Indian Reserve 33A är ett reservat i Kanada.   Det ligger i provinsen Ontario, i den sydöstra delen av landet, 300 km väster om huvudstaden Ottawa.
Runt Chippewas ofGeorgina Island First Nation Indian Reserve 33A är det ganska tätbefolkat, med 185 invånare per kvadratkilometer.